# Philadelphia Eagles 2023
La stagione 2023 dei Philadelphia Eagles è stata la 91ª della franchigia nella National Football League, la terza con Nick Sirianni come capo-allenatore. La squadra tentava di fare ritorno al Super Bowl dopo la sconfitta contro i Kansas City Chiefs nel Super Bowl LVII dell'anno precedente.
Nella settimana 15, gli Eagles si assicurarono la terza partecipazione ai playoff consecutiva, la sesta degli ultimi sette anni, grazie alla sconfitta dei Green Bay Packers contro i Tampa Bay Buccaneers, quella degli Atlanta Falcons contro i Carolina Panthers e la vittoria dei San Francisco 49ers sugli Arizona Cardinals. Malgrado ciò la squadra non riuscì a eguagliare il bilancio di 14–3 della stagione precedente dopo una sconfitta contro i Seattle Seahawks nella settimana 15. Malgrado l'avere iniziato con un record di 10-1 per il secondo anno consecutivo, gli Eagles persero cinque delle ultime sei, cedendo la prima testa di serie nel tabellone della NFC ai 49ers e la NFC East ai Dallas Cowboys. Questi problemi furono attribuiti a una difesa che si classificò al 26º posto su 32 squadre della NFL perdendo diverse gare punto e a punto e gli scontri con 49ers e Cowboys molto nettamente.
Le difficoltà della seconda parte della stagione della squadra continuarono nei playoff, dove fu subito eliminata dai Buccaneers perdendo per 32-9. Tale collasso nel finale di stagione è considerato da alcuni uno dei peggiori della storia. Ciò portò al licenziamento del coordinatore offensivo Brian Johnson e quella del coordinatore difensivo Sean Desai a meno di una settimana dalla sconfitta con i Buccaneers.
Questa fu la prima stagione dal 2010 che gli Eagles indossarono le loro uniformi Kelly green e la prima volta dal 1995 che le usarono più di una volta in stagione. Fu riportato che negli istanti successivi alla sconfitta nei playoff, il centro Jason Kelce, che aveva trascorso tutti i tredici anni di carriera con gli Eagles, annunciò ai compagni l'intenzione di ritirarsi.

## Scelte nel Draft 2023
| Scelte degli Eagles nel Draft 2023 |        |              |       |          |                                      |
| Giro                               | Scelta | Giocatore    | Ruolo | College  | Note                                 |
| 1                                  | 9      | Jalen Carter | DT    | Georgia  | Dai Chicago Bears                    |
| 1                                  | 30     | Nolan Smith  | LB    | Georgia  |                                      |
| 3                                  | 65     | Tyler Steen  | OT    | Alabama  | Dagli Houston Texans                 |
| 3                                  | 66     | Sydney Brown | S     | Illinois |                                      |
| 4                                  | 105    | Kelee Ringo  | CB    | Georgia  | Dagli Houston Texans                 |
| 6                                  | 188    | Tanner McKee | QB    | Stanford | Dagli Houston Texans via New Orleans |
| 7                                  | 249    | Moro Ojomo   | DE    | Texas    | Dai Detroit Lions                    |

## Staff
| Staff dei Philadelphia Eagles |
| --- |
| Organi dirigenziali - Chairman/CEO – Jeffrey Lurie - Presidente – Don Smolenski - General manager/vice presidente esecutivo – Howie Roseman - Vice presidente presidente delle operazioni del football – Catherine Raiche - Vice presidente dell'amministrazione del football – Jake Rosenberg - Vice presidente del personale dei giocatori – Andy Weidl - Consulente senior – Tom Donahoe - Dirigente del personale – David Caldwell - Dirigente del personale dei giocatori – T.J. McCreight - Direttore senior degli osservatori del college – Anthony Patch - Direttore degli osservatori del college – Alan Wolking - Assistente speciale del general manager – Connor Barwin Capo allenatore - Capo-allenatore – Nick Sirianni - Assistente c.a./running back – Jemal Singleton Altri allenatori - Vice presidente delle prestazioni dei giocatori – Ted Rath - Preparatore atletico – Fernando Noriega Allenatori dell'attacco - Coordinatore offensivo – Shane Steichen - Gioco sui passaggi – Kevin Patullo - Quarterbacks – Brian Johnson - Wide receiver – Aaron Moorehead - Tight end – Jason Michael - Gioco sulle corse/offensive line – Jeff Stoutland - Assistente offensive line – Roy Istvan - Controllo qualità attacco – T. J. Paganetti - Controllo qualità attacco – Alex Tanney Allenatori della difesa - Coordinatore difensivo – Jonathan Gannon - Defensive line – Tracy Rocker - Linebacker – Nick Rallis - Defensive back – Dennard Wilson - Assistente defensive back – D.K. McDonald - Controllo qualità difesa – Joe Kasper Allenatori dello special team - Coordinatore dello special team – Michael Clay - Assistente special team – Joe Pannunzio - Controllo qualità special team – Tyler Brown |

## Roster
| Roster dei Philadelphia Eagles |
| --- |
| Quarterback - 1 Jalen Hurts - 8 Marcus Mariota - 19 Tanner McKee Running Back - 14 Kenneth Gainwell - 23 Rashaad Penny - 35 Boston Scott - 0 D'Andre Swift Wide Receiver - 11 A.J. Brown - 6 DeVonta Smith - 16 Quez Watkins - 13 Olamide Zaccheaus Tight End - 81 Grant Calcaterra - 88 Dallas Goedert - 85 Albert Okwuegbunam - 89 Jack Stoll Offensive Linemen - 69 Landon Dickerson G - 63 Jack Driscoll T - 74 Fred Johnson T - 65 Lane Johnson T - 51 Cam Jurgens G - 62 Jason Kelce C - 68 Jordan Mailata T - 78 Sua Opeta G - 56 Tyler Steen G Defensive Linemen - 96 Derek Barnett DE - 98 Jalen Carter DT - 91 Fletcher Cox DT - 90 Jordan Davis DT - 55 Brandon Graham DE - 72 Moro Ojomo DT - 97 Kentavius Street DT - 94 Josh Sweat DE - 95 Marlon Tuipulotu DT - 93 Milton Williams DT Linebacker - 52 Zach Cunningham OLB - 17 Nakobe Dean ILB - 53 Christian Elliss OLB - 48 Patrick Johnson OLB - 7 Haason Reddick OLB - 3 Nolan Smith OLB Defensive Back - 32 Reed Blankenship FS - 24 James Bradberry CB - 21 Sydney Brown SS - 26 Terrell Edmunds SS - 30 Justin Evans FS - 31 Mario Goodrich CB - 28 Josh Jobe CB - 29 Avonte Maddox CB - 39 Eli Ricks CB - 22 Kelee Ringo CB - 2 Darius Slay CB Special Team - 4 Jake Elliott K - 45 Rick Lovato LS Lista delle riserve - 54 Shaun Bradley ILB (IR) - 66 Roderick Johnson T (IR) - 27 Zech McPhearson CB (IR) - -- Charleston Rambo WR (IR) - -- Isaiah Rodgers CB (Sospeso) Squadra di allenamento - 82 Devon Allen WR - 59 Thomas Booker DT - 73 Le'Raven Clark T - 18 Britain Covey WR - 43 Mekhi Garner CB - 77 Julian Good-Jones G - 75 Tarron Jackson DE - 58 Kyron Johnson OLB - 36 Tristin McCollum SS - 41 Nicholas Morrow ILB - 33 Tiawan Mullen CB - 79 Tyre Phillips G - 10 Arryn Siposs P - 64 Brett Toth T - 57 Ben VanSumeren ILB - 84 Greg Ward WR Roster aggiornato al 9 settembre 2023 52 attivi, 5 inattivi, 16 nella squadra di allenamento |
| Legenda - I rookie sono in corsivo. - Il primo ruolo è il principale mentre gli eventuali successivi indicano i ruoli secondari. - (IR) sta per Injured Reserve ed indica la lista ristretta per un solo giocatore infortunato che può tornare ad allenarsi dopo la settimana 6 e a rientrare in prima squadra dopo che questa ha giocato 8 partite. - (NF-Inj.) / (NF-Ill.) stanno rispettivamente per Non-Football Injured e Non-Football Illness ed indicano le liste dove viene inserito un giocatore che ha un infortunio o una malattia non dipendente dal football americano. - (PUP) sta per Physically Unable to Perform ed indica la lista dove viene inserito un giocatore mentre è in attesa di recuperare la condizione fisica. Nella stagione regolare dopo la sesta partita giocata dalla propria squadra, il giocatore ha tempo tre settimane per riprendere ad allenarsi, più tre settimane aggiuntive dal suo rientro agli allenamenti per rientrare in prima squadra. |

## Precampionato
Le gare del precampionato furono annunciate l'11 maggio 2023.
| Precampionato |           |           |                    |           |        |                         |              |         |
| Settimana     | Data      | Ora (ET)  | Avversario         | Risultato | Record | Stadio                  | TV           | Sintesi |
| 1             | 12 agosto | 7:00 p.m. | @ Baltimore Ravens | S 19-20   | 0-1    | M&T Bank Stadium        | NBC 10 (NBC) | Sintesi |
| 2             | 17 agosto | 7:30 p.m. | Cleveland Browns   | P 18-18   | 0-1-1  | Lincoln Financial Field | NBC 10 (NBC) | Sintesi |
| 3             | 24 agosto | 8:00 p.m. | Indianapolis Colts | S 13-27   | 0-1-2  | Lincoln Financial Field | Prime Video  | Sintesi |

## Stagione regolare

### Calendario
Il calendario della stagione regolare 2023 fu reso noto l'11 maggio 2023. Il 30 novembre 2023 la gara del quindicesimo turno, originariamente prevista per domenica 17 dicembre, fu spostata a lunedì 18 dicembre, risultando il primo Monday Night Football pianificato durante il corso di una stagione. Data e orario della gara di settimana 18 furono stabilite il 31 dicembre 2023, dopo lo svolgimento del diciassettesimo turno.
| Stagione regolare |                     |                     |                            |                     |                     |                         |                     |                     |
| Settimana         | Data                | Ora (ET)            | Avversario                 | Risultato           | Record              | Stadio                  | TV                  | Sintesi             |
| 1                 | 10 settembre        | 4:25 p.m.           | @ New England Patriots     | V 25-20             | 1-0                 | Gillette Stadium        | CBS                 | Sintesi             |
| 2                 | 14 settembre        | 8:15 p.m.           | Minnesota Vikings (T)      | V 34-28             | 2-0                 | Lincoln Financial Field | Prime Video         | Sintesi             |
| 3                 | 25 settembre        | 7:15 p.m.           | @ Tampa Bay Buccaneers (M) | V 25-11             | 3-0                 | Raymond James Stadium   | ABC                 | Sintesi             |
| 4                 | 1º ottobre          | 1:00 p.m.           | Washington Commanders      | V 34-31 (DTS)       | 4-0                 | Lincoln Financial Field | Fox                 | Sintesi             |
| 5                 | 8 ottobre           | 4:05 p.m.           | @ Los Angeles Rams         | V 23-14             | 5-0                 | SoFi Stadium            | Fox                 | Sintesi             |
| 6                 | 15 ottobre          | 4:25 p.m.           | @ New York Jets            | S 14-20             | 5-1                 | MetLife Stadium         | Fox                 | Sintesi             |
| 7                 | 22 ottobre          | 8:20 p.m.           | Miami Dolphins (S)         | V 31-17             | 6-1                 | Lincoln Financial Field | NBC                 | Sintesi             |
| 8                 | 29 ottobre          | 1:00 p.m.           | @ Washington Commanders    | V 38-31             | 7-1                 | FedEx Field             | Fox                 | Sintesi             |
| 9                 | 5 novembre          | 4:25 p.m.           | Dallas Cowboys             | V 28-23             | 8-1                 | Lincoln Financial Field | Fox                 | Sintesi             |
| 10                | Settimana di riposo | Settimana di riposo | Settimana di riposo        | Settimana di riposo | Settimana di riposo | Settimana di riposo     | Settimana di riposo | Settimana di riposo |
| 11                | 20 novembre         | 8:15 p.m.           | @ Kansas City Chiefs (M)   | V 21-17             | 9-1                 | Arrowhead Stadium       | ABC/ESPN            | Sintesi             |
| 12                | 26 novembre         | 4:25 p.m.           | Buffalo Bills              | V 37-34 (DTS)       | 10-1                | Lincoln Financial Field | CBS                 | Sintesi             |
| 13                | 3 dicembre          | 4:25 p.m.           | San Francisco 49ers        | S 19-42             | 10-2                | Lincoln Financial Field | Fox                 | Sintesi             |
| 14                | 10 dicembre         | 8:20 p.m.           | @ Dallas Cowboys (S)       | S 13-33             | 10-3                | AT&T Stadium            | NBC                 | Sintesi             |
| 15                | 18 dicembre         | 8:15 p.m.           | @ Seattle Seahawks (M)     | S 17-20             | 10-4                | Lumen Field             | ABC/ESPN            | Sintesi             |
| 16                | 25 dicembre         | 4:30 p.m.           | New York Giants (M)        | V 33-25             | 11-4                | Lincoln Financial Field | Fox                 | Sintesi             |
| 17                | 31 dicembre         | 1:00 p.m.           | Arizona Cardinals          | S 31-35             | 11-5                | Lincoln Financial Field | Fox                 | Sintesi             |
| 18                | 7 gennaio           | 4:25 p.m.           | @ New York Giants          | S 10-27             | 11-6                | MetLife Stadium         | CBS                 | Sintesi             |

Note:
- Gli avversari della propria division sono in grassetto.
- Il simbolo "@" indica una partita giocata in trasferta.
- (M) indica il Monday Night Football, (T) il Thursday Night Football e (S) il Sunday Night Football.

## Play-off
Al termine della stagione regolare gli Eagles arrivarono secondi nella NFC East con un record di 11 vittorie e 6 sconfitte, qualificandosi ai play-off con la testa di serie numero 5.
| Play-off  |            |           |                            |           |        |                       |          |         |
| Turno     | Data       | Ora (ET)  | Avversario (seed)          | Risultato | Record | Stadio                | TV       | Sintesi |
| Wild Card | 15 gennaio | 8:15 p.m. | @ Tampa Bay Buccaneers (4) | S 9-32    | 0-1    | Raymond James Stadium | ESPN/ABC | Sintesi |

## Premi

### Premi settimanali e mensili
- Jake Elliott:

giocatore degli special team della NFC della settimana 1
giocatore degli special team della NFC della settimana 4
giocatore degli special team della NFC della settimana 12
- D'Andre Swift:

giocatore offensivo della NFC della settimana 2
- A.J. Brown:

giocatore offensivo della NFC della settimana 7
giocatore offensivo della NFC del mese di ottobre
- Jalen Hurts:

giocatore offensivo della NFC della settimana 8
quarterback della settimana 8